# Incidències
Incidències és una pel·lícula espanyola de 2015 dirigida per José Corbacho i Juan Cruz. Es tracta de la tercera pel·lícula dirigida per aquests dos directors després de Covards i Tapes. La pel·lícula és protagonitzada per Toni Acosta, Roberto Álamo, Lola Dueñas, Nao Albet, Carlos Areces i Miki Esparbé. S'ha doblat al català per a TV3.

## Argument
Cap d'Any. L'últim tren de l'any fa el recorregut entre Barcelona i Madrid quan, de sobte, s'atura al mig del no-res sense cap motiu. La inquietud i la desesperació comença a regnar entre els passatgers i el personal del tren.

## Repartiment
| - Toni Acosta com a Solana. - Karim Ait M'Hand com a André. - Roberto Álamo com a Guillermo. - Nao Albet com a Jordi. - Ernesto Alterio com a José María. - Carlos Areces com a Paco. - Lola Dueñas com a Nuria. - Miki Esparbé com a Ramiro. - Imanol Arias com a comandant de la Guàrdia Civil. | - Aida Folch com a Laura. - Núria Gago com a Sara. - Saras Gil com a Miyako. - Rubén Ochandiano com a Carlos. - María Alfonsa Rosso com a Teresa. - Manolo Segura com a Manolo. - Rossy de Palma com a Azafata. |

## Producció
La pel·lícula va comptar amb la participació de Televisió Espanyola, el suport de l'Institut de la Cinematografia i de les Arts Audiovisuals i el Departament de Cultura de la Generalitat de Catalunya, la col·laboració de Televisió de Catalunya i el suport de l'Institut Català de Finances.
La pel·lícula es va estrenar el 31 de desembre del 2015 amb 138 còpies. El cap de setmana de la seva estrena va recaptar 157.048 euros. Va estar en cartellera un total de deu setmanes i va recaptar 357.061 euros des de la data de la seva estrena.